# Atlashert
Het atlashert (Cervus elaphus barbarus) is een ondersoort van het edelhert die voorkomt in Noord-Afrika. Het is het enige hert dat van nature voorkomt in Afrika, naast Megaceroides algericus, die ongeveer 6.000 jaar geleden is uitgestorven.

## Beschrijving
Het atlashert is kleiner dan het typische edelhert. Het lichaam is donkerbruin met een aantal witte vlekken op de flanken en rug. In het gewei ontbreekt de tweede tak. 

## Verspreidingsgebied en leefgebied
Het atlashert is het enige hert dat inheems is in Afrika. Het hert leeft in dichtbegroeide, vochtige bossen in Algerije, Tunesië en Marokko. Het was tot uitsterven bejaagd in Marokko, maar in de jaren 1990 werden individuen van de Tunesische populatie geherintroduceerd. Een van de populaties kan worden gevonden in het Nationaal park Tazekka in de Midden-Atlas. Andere bekende kuddes leven in de gebieden van Akfadou, Bouzeguène en Zéralda in Algerije en de Tazaprovincie in Marokko.

## Naamgeving en taxonomie
Recente genetische studies tonen aan dat de Noord-Afrikaanse edelhertenpopulatie praktisch niet te onderscheiden is van de Sardijnse en Corsicaanse populaties, die worden beschouwd als het Corsicaans edelhert. Dit wijst sterk op een oude introductie van edelherten uit Noord-Afrika op deze eilanden in de Middellandse Zee door de mens. Verdere analyse suggereert dat het Atlashert, inclusief het Corsicaans edelhert, tot een aparte soort behoort en moet worden gegroepeerd onder de naam Cervus corsicanus.

## Roofdieren
Dieren die jagen of jaagden op atlasherten zijn, onder andere, berberleeuw, atlasbeer, berberluipaard en Afrikaanse wolf. Deze diersoorten zijn echter bedreigd of uitgestorven in de regio waar het atlashert leeft.

## Galerij

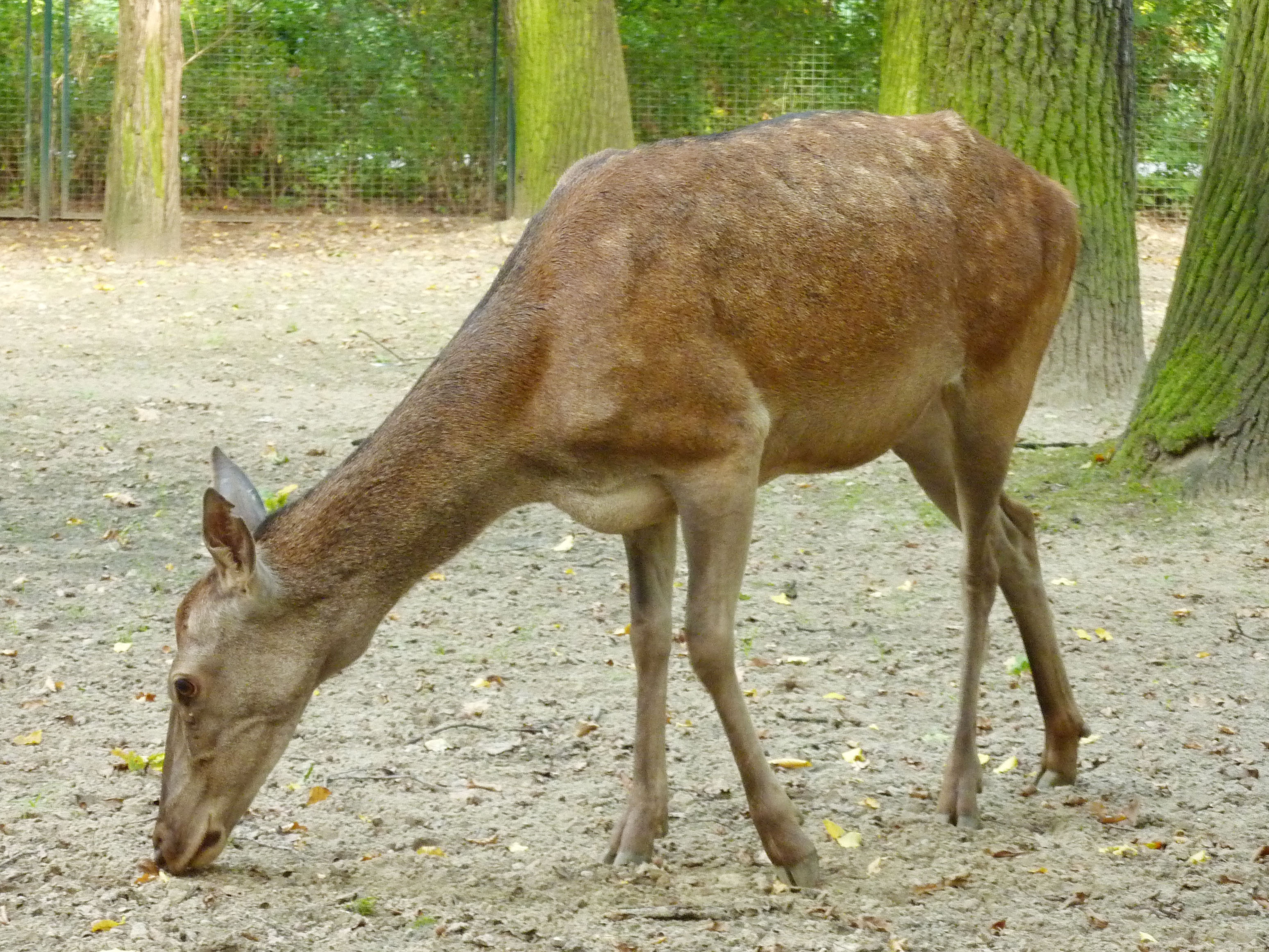
Een vrouwtje in Tierpark Berlin
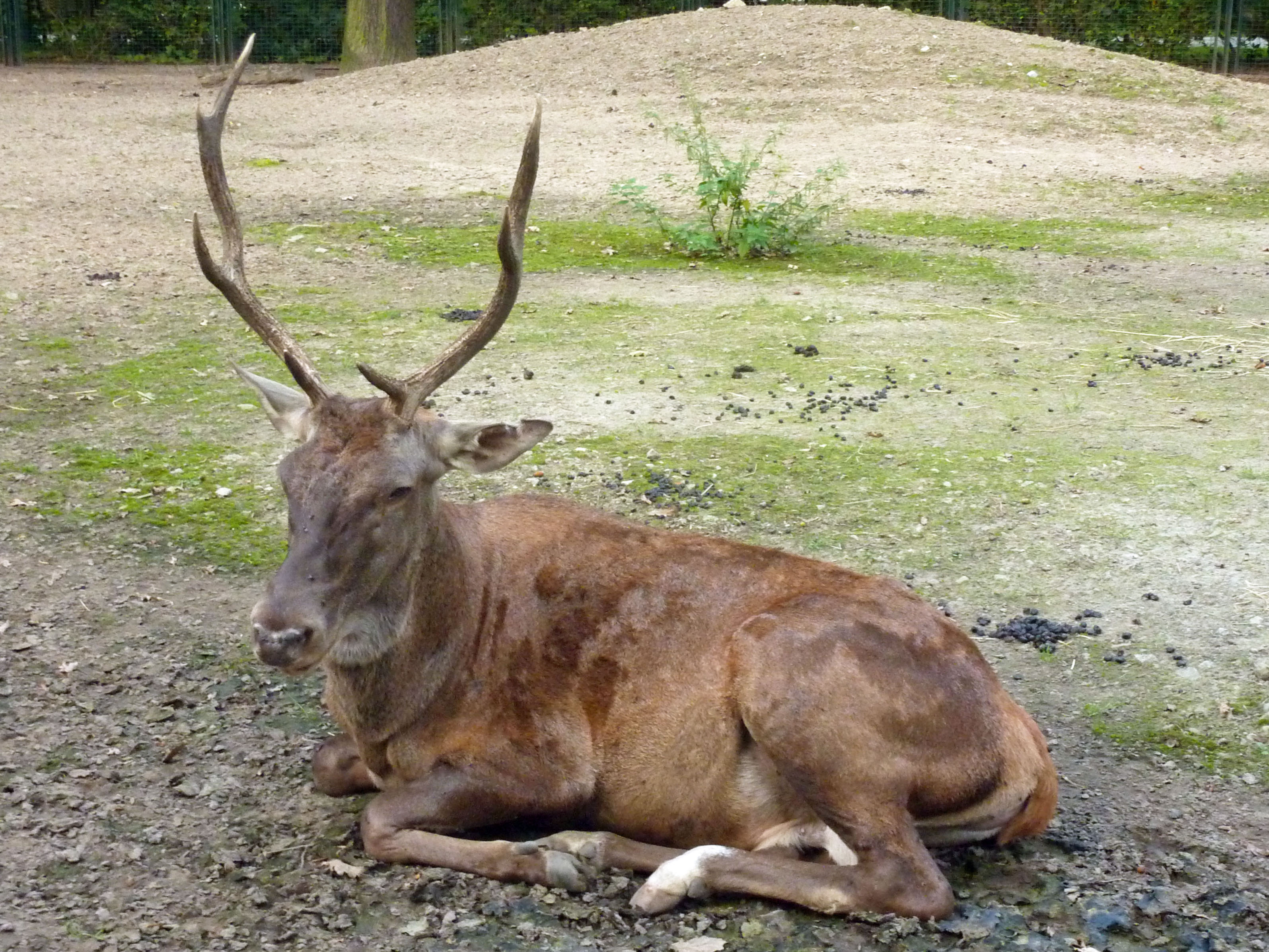
Een mannetje in Tierpark Berlin